# Malvina Major
Pour les articles homonymes, voir Major (homonymie).
Malvina Lorraine Major, née le 28 janvier 1943 à Hamilton (Nouvelle-Zélande), est une chanteuse soprano d'opéra.

## Biographie
Faisant partie d'une grande famille assez musicale, elle chante dans plusieurs concerts dans son enfance, surtout dans le style country and western. Elle commence ses études de la musique classique en 1955 auprès de la sœur Mary Magdalen, à Ngaruawahia (au nord de Hamilton). C'est la sœur Febronie qui lui enseigne le chant et la sœur Liguori qui lui enseigne le piano. Elle va ensuite une fois par semaine à Ponsonby, à Auckland, où dame sœur Mary Leo lui donne des cours de chant à l'école de musique de St Mary's College. Elle déménage plus tard en Angleterre pour étudier à la London Opera Centre sous la professeur Ruth Packer.
Elle a gagné plusieurs prestigieux prix de chant. En 1991 on la nomme dame commandeur de l'ordre de l'Empire britannique. En 2008 on la nomme compagnon principal de l'ordre du Mérite de Nouvelle-Zélande.
Elle est aujourd'hui professeur de musique à l'université de Canterbury à Christchurch. Elle a par ailleurs été le professeur de chant de la soprano Hayley Westenra. 

## Source
- (en) Dame Malvina Major, Professor, université de Canterbury

- (en) Cet article est partiellement ou en totalité issu de l’article de Wikipédia en anglais intitulé « Malvina Major » (voir la liste des auteurs).